# لیوندل‌باسل

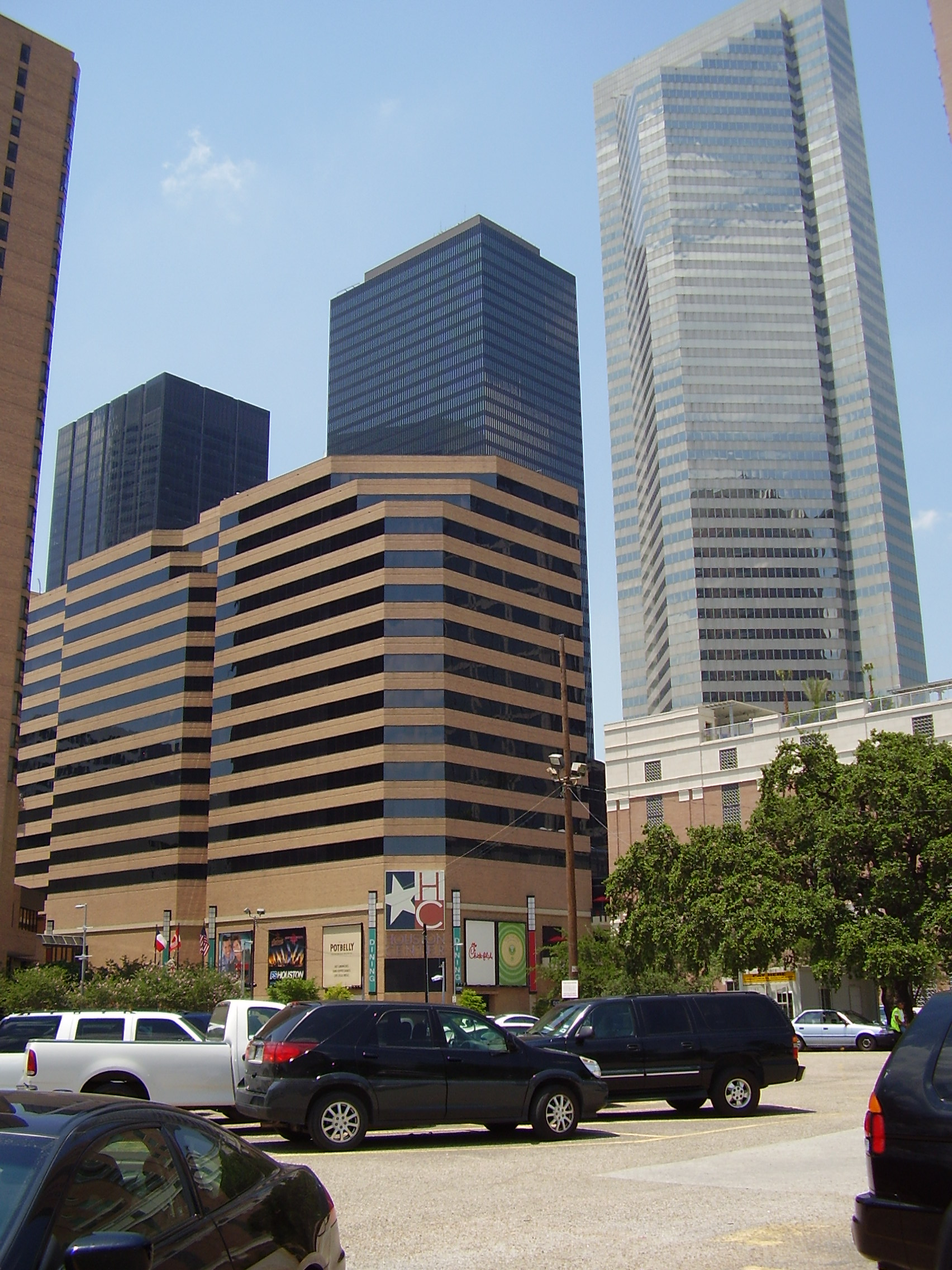
دفتر بین‌المللی شرکت لیوندل‌باسل، در برج لیوندل‌باسل، مستقر در هیوستون، تگزاس

لیوندل‌باسل (به هلندی: LyondellBasell) شرکت چندملیتی تولیدکننده مواد شیمیایی است، که در شهر روتردام، هلند مستقر می‌باشد.
این شرکت در ماه دسامبر ۲۰۰۷ با خریداری شرکت شیمیایی لیوندل، به مبلغ ۱۲٫۷ $ میلیارد دلار، توسط شرکت باسل پلی‌اولفین و سپس ادغام دو شرکت، تشکیل شد.
بخشی از سهام شرکت لیوندل‌باسل از تاریخ ۱۴ اکتبر ۲۰۱۰ در بازار بورس نیویورک مبادله می‌شود. دفتر مرکزی این شرکت در شهر روتردام قرار دارد و دفتر بین‌المللی آن نیز در برج لیوندل‌باسل، واقع در هیوستون، تگزاس، مستقر می‌باشد.
تعداد کارکنان شرکت لیوندل‌باسل بیش از ۱۵ هزار نفر بوده و دارای ۶۰ کارخانه تولید محصولات شیمیایی است، که در ۱۹ کشور جهان قرار دارند.